# À quoi jouent les hommes
À quoi jouent les hommes est un roman français de Christophe Donner, publié chez Grasset en 2012.
Ce roman relate l'histoire de la naissance des courses hippiques en France, au XIXe siècle, et l'invention du pari mutuel, notamment autour de la figure de Joseph Oller.
Le 11 septembre 2012, ce roman est retenu dans la liste du Prix Renaudot.

## L'histoire
Fresque historique, ce roman nous entraîne dans le Paris du XIXe siècle qui voit apparaître la société des loisirs : les courses hippiques, interdites jusqu'à ce que Louis XVI les légalise, les théâtres des Grands boulevards et les bains modernes. La figure de Joseph Oller est centrale dans le roman.

## La forme du roman
Ce roman est principalement historique mais ajoute des éléments autobiographiques (procédé identique à celui développé dans un de ses précédents romans, Un roi sans lendemain). L'auteur décrit notamment comment il a appris à aimer les courses et le pari dans le sillage de son grand-père paternel.

## Les personnages
- Joseph Oller : inventeur du pari mutuel, cofondateur du Moulin Rouge, il créera également l'Olympia.
- Léon Pournin : auteur dramatique et journaliste sportif, rédacteur au Sportif parisien et au Bookmacker.
- Albert Chauvin.
- Francisco Oller, le père de Joseph Oller.
- Félipe Oller, l'oncle de Joseph Oller.
- Lord Seymour.
- Eugène Sue.
- Henri Rochefort.
- Le Préfet Haussmann.
- Guillaume Louseur, le chauffeur de taxi.
- Louise Webber, La Goulue.
- Le narrateur, Christophe Donner lui-même.
- Pépé, le grand-père paternel du narrateur.